# Jardim Paulista
Jardim Paulista es un distrito ubicado en la zona oeste de la ciudad de Sao Paulo,Brasil. Administrativamente pertenece a la subprefectura de Pinheiros. Es una de las zonas más caras de la ciudad.

## Distritos limítrofes
- Consolação y Bela Vista (noreste)
- Vila Mariana y Moema (sureste)
- Itaim Bibi (suroeste)
- Pinheiros (oeste)